# Sapporos tunnelbana

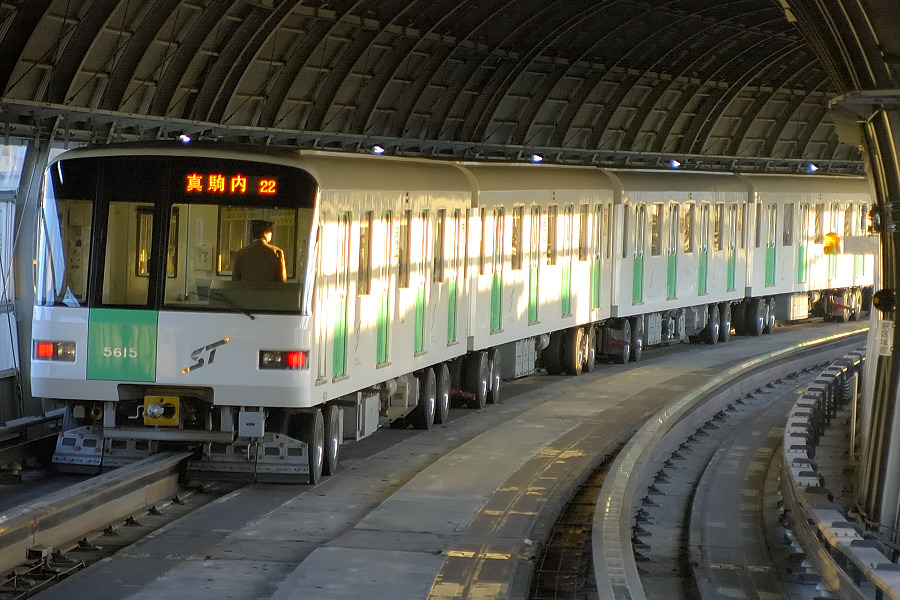
Tåg på Minami Hiragishi station

Sapporos tunnelbana (japanska 札幌市営地下鉄, Sapporo-shiei chikatetsu) är tunnelbanesystemet i staden Sapporo på ön Hokkaido i Japan. Den första linjen var 12,1 km lång och öppnades 1971, till de Olympiska vinterspelen 1972 som hölls i staden. Nätet har idag tre linjer om totalt 48 km som drivs i kommunal regi av Sapporo stad.

## Linjer
| färg       | namn          | bet. | öppnad | senaste utbyggnad | längd km | antal stationer |
| ---------- | ------------- | ---- | ------ | ----------------- | -------- | --------------- |
| Grön       | Nambokulinjen | N    | 1971   | 1978              | 14,3     | 16              |
| Orange     | Tōzailinjen   | T    | 1976   | 1999              | 20,1     | 19              |
| Himmelsblå | Tōhōlinjen    | H    | 1988   | 1994              | 13,6     | 14              |

Linjekarta över Sapporos tunnelbana

De tre linjerna i nätverket är byggt i en stjärnformation där alla linjer har en gemensam station i 	Ōdōri där det också finns bytesmöjlighet till stadens enda spårvagnslinje. Nambokulinjen går mellan 	Asabu i Kita-ku i norr via Sapporo station till Makomanai i Minami-ku i söder, Tōzailinjen mellan Miyanosawa (Nishi-ku) och Shin-Sapporo station (Atsubetsu-ku) och Tōhōlinjen från Sakaemachi (Higashi-ku) via Sapporo station till Fukuzumi (Toyohira-ku).

## Teknik
Tunnelbanorna går på solida gummihjul och styrs via en styrskena mitt i banan. De delar där banan går ovan jord är försedda med tak för att slippa snöproblem.